# Turdulisoma helenreadae
Turdulisoma helenreadae es una especie de miriápodo cordeumátido de la familia Haplobainosomatidae endémica de Galicia (España).